# Пехотная дивизия вермахта
Пехотная дивизия (нем. Infanterie-Division) — комбинированное армейское соединение вермахта.

## Введение
Впервые в истории Германии объединение полков в дивизии было использовано Фридрихом II Великим при реформировании им прусской армии. Позже дивизии появились в других армиях германских государств. К середине XIX века Пруссия являлась одним из наиболее сильных государств Германского союза, претендуя на лидерство в нём. В результате серии войн с Данией, Австрийской и Французской империями Пруссии удалось под своей эгидой объединить Германию — создав Германскую империю. Армия империи (нем. Reichsheer) состояла из войск Пруссии, Саксонии, Вюртемберга и Баварии. Каждое королевство имело своё собственное военное Министерство, а баварские вооружённые силы — и особую нумерацию частей. Дивизия считалась основной тактической армейской единицей, способной вести самостоятельные боевые действия, поскольку включала в себя все три основных рода войск — пехоту, кавалерию и артиллерию. Именно поэтому в германской армии, в отличие от вооружённых сил других стран, дивизии не подразделялись по родам войск. Данная организация сохранилась до начала Первой мировой войны.
В ходе Первой мировой войны, в условиях позиционной войны, дивизии были реорганизованы: в её состав включены инженерные подразделения и выделена кавалерия для формирования отдельных кавалерийских бригад. К концу войны в составе рейхсвера было сформировано 218 дивизий. В результате Версальского договора, заключённого после поражения Германской империи, вооружённые силы образованной Веймарской республики должны были быть ограничены 100-тысячной сухопутной армией — рейхсвером (нем. Reichswehr). Территория Германии была разделена на семь военных округов, к каждому из которых было приписано по одной пехотной дивизии, ещё три кавалерийские составляли мобильный резерв. Однако, стараниями начальника управления сухопутными войсками (нем. Chef der Heeresleitung) Г. фон Секта, являющегося фактически главнокомандующим рейхсвером, был разработан план создания армии из тридцати пяти дивизий. На основе существующих пехотных дивизий в результате тайной мобилизации должна была быть развёрнута 21 пехотная дивизия. Ещё семь планировалось сформировать на базе территориальных резервных батальонов.
После прихода национал-социалистов к власти в Германии и формирования ими правительства во главе с А. Гитлером началось быстрое развитие вооружённых сил Германии. После смерти рейхспрезидента П. фон Гинденбурга Гитлер отменил пост президента и принял на основании результатов плебисцита полномочия главы государства сам, выбрав себе титул «Фюрер и рейхсканцлер», рейхсвер был приведён к присяге на верность ему лично. В 1934 году был реализован «план Секта» и германские вооруженные силы были развернуты до 36 дивизий, из них 3 кавалерийские. 16 марта 1935 года на основе рейхсвера создаются новые вооружённые силы нацистской Германии — вермахт (нем. Wehrmacht), в стране вновь вводится всеобщая воинская повинность. К 1938 году в составе вермахта было создано уже 35 пехотных дивизий. В процессе подготовки ко Второй мировой войне и в ходе её было сформировано 294 пехотных дивизий, которые составляли около 80 % от общей численности сухопутных войск вермахта.

## Структура пехотной дивизии

### Пехотные полки
Пехотное отделение - отделение состояло из 10 человек, а именно: один водитель грузовика или транспорта отделения, командир в звании унтер офицера, 6 пехотинцев (один из них заместитель командира), а также пулеметный расчёт из 2 человек.
Пехотный взвод - во взводе насчитывалось 49 человек личного состава, командир в звании лейтенанта, а также заместитель командира в звании от фельдфебеля до штабс фельдфебеля, также была одна повозка с лошадью в качестве снабжения.
Пехотная рота - в пехотной роте было около 190 человек (иногда немного больше) личного состава, командир роты - гауптман (капитан), в роте также было 2-3 отделения снабжения и обеспечения из оружейных мастеров ремонта, поваров и прочих.

### Дивизионные части обеспечения
На 22 июня 1941 года
находящиеся на границе СССР дивизии, относящиеся к первой волне мобилизации, согласно февральскому штату 1941 года, должны были иметь по 16 634 человек личного состава (без частей и подразделений усиления). Однако ряд дивизий фактически располагали большим количеством человек, за счёт дополнительных рот и других подразделений, взятых из частей и соединений, размешенных в Европе и переданных готовящимся к наступлению дивизиям в оперативное подчинение. Так пехотные дивизии первых 4-х волн мобилизации, формировавшиеся с 1936 по 1939 год, имели численность от 15019 человек до 17 901 человека. Такое различие в численности было обусловлено целым рядом причин, в том числе различным назначением соединений, нехваткой штатного вооружения и снаряжения, подготовленных резервистов, офицеров и другими факторами. В дальнейшем в ходе войны штаты пехотных дивизий всех волн мобилизации (дивизии, сформированные до октября 1943 г.) в целом были приведены к единой организационной структуре и численности, однако фактическая численность личного состава была меньше штатной. Она неуклонно снижалась с июня 1941 года в связи с тем, что пополнение в войска поступало в меньшем количестве, чем дивизии несли потери.
2 октября 1943 года штатное расписание пехотных дивизий было заменено новым, в соответствии с которым численность пехотной дивизии должна была составлять 10 708 человек и 2005 хиви.

## Мобилизационный план пехотной дивизии вермахта
| Волна мобилизации | Созданные дивизии | Количество созданных дивизий | Дата начала волны        | Комментарии |
| ----------------- | --- | ---------------------------- | ------------------------ | --- |
| 1.                | Пехотные дивизии: 1-я, 3-я, 4-я, 5-я, 6-я, 7-я, 8-я, 9-я, 10-я, 11-я, 12-я, 14-я, 15-я, 16-я, 17-я, 18-я, 19-я, 21-я, 22-я, 23-я, 24-я, 25-я, 26-я, 27-я, 28-я, 30-я, 31-я, 32-я, 33-я, 34-я, 35-я, 36-я, 44-я, 45-я, 46-я, 50-я, 60-я, 72-я | 35                           | с 1934 по 1939           | - Кадровые дивизии армии мирного времени; - Типичная организация: 3 пехотных полка - Состав пехотного полка: - 3 пехотных батальона по 3 стрелковые роты (12 ручных пулемётов и 3 лёгких миномёта в каждой роте) и 1 пулемётной роте (12 станковых пулемётов и 6 средних миномётов); - 1 конный взвод; - 1 сапёрный взвод; - 1 рота пехотных орудий (2 тяжёлых и 6 лёгких пехотных орудий); - 1 моторизованная противотанковая рота (12 противотанковых орудий); - 1 лёгкий пехотный парк; 1 артиллерийский полк - 3 лёгких артиллерийских дивизиона трёхбатарейного состава (4 лёгкие полевые гаубицы калибра 105 мм в каждой батарее); - 1 тяжёлый артиллерийский дивизион трёхбатарейного состава (4 тяжёлые полевые гаубицы калибра 150 мм в каждой батарее); 1 разведывательный батальон - 1 кавалерийский эскадрон (9 ручных и 2 станковых пулемёта); - 1 самокатный эскадрон (9 ручных и 2 станковых пулемёта, 3 лёгких миномёта); 1 противотанковый артиллерийский дивизион - 3 роты (12 противотанковых орудий в каждой роте); 1 инженерный батальон - 3 роты, из которых 1 моторизованная (9 ручных пулемётов в каждой роте); - 1 моторизованный понтонно-мостовой парк; - 1 лёгкий моторизованный инженерный парк; 1 батальон связи - 1 частично моторизованная телефонно-кабельная рота; - 1 частично моторизованная радиорота; - 1 лёгкий моторизованный парк связи; Тыловые службы - служба снабжения; - 6 лёгких колонн снабжения, грузоподъёмностью по 30 т каждая (из них 3 автотранспортные); - 1 лёгкая колонна подвоза горючего (ёмкость цистерн 25 м³); - 1 моторизованная рота ремонтных мастерских; - 1 автотранспортная рота снабжения; - административно-хозяйственная служба; - 1 моторизованная рота обслуживания полевой хлебопекарни; - 1 моторизованная рота обслуживания полевой скотобойни; - 1 отделение продовольственного снабжения; - санитарная служба; - 2 санитарные роты, из них одна моторизованная; - 1 моторизованный полевой лазарет; - 2 взвода санитарных автомашин; - ветеринарная служба; - 1 ветеринарная рота; - служба поддержания порядка; - 1 взвод полевой жандармерии; - служба военно-полевой почты - 1 полевое почтовое отделение; |
| 2.                | Пехотные дивизии: 52-я, 56-я, 57-я, 58-я, 61-я, 62-я, 68-я, 69-я, 71-я, 73-я, 75-я, 76-я, 78-я, 79-я, 86-я, 87-я | 19                           | 26 августа 1939          | - Были укомплектованы преимущественно резервистами. Военнообязанными 1-го разряда. - По своей организации были подобны дивизиям 1-й волны мобилизации. Единственными значимыми отличиями были наличие в сапёрных подразделениях понтонно-мостового парка другого типа и несколько иное распределение пулемётов и пушек внутри пехотных полков. |
| 3.                | Пехотные дивизии: 205-я, 206-я, 207-я, 208-я, 209-я, 211-я, 212-я, 213-я, 214-я, 215-я, 216-я, 217-я, 218-я, 221-я, 223-я, 225-я, 227-я, 228-я, 231-я, 239-я, 246-я, 311-я                                                                   | 22                           | 26 августа 1939          | - Комплектовались военнообязанными резервистами 2-го разряда и личным составом дивизий ландвера. По большому счёту и являлись переименованными дивизиями ландвера (за исключением 14-й дивизии ландвера, сохранявшей своё название до января 1940 года). - Поскольку дивизии состояли из военнослужащих старших возрастов, их главным предназначением считалась позиционная оборона, охрана государственных границ. Поэтому их главным организационным отличием от дивизий 1-й волны мобилизации было преобладание гужевого транспорта. Вместо разведывательного батальона имелся самокатный эскадрон. В инженерном батальоне отсутствовал понтонно-мостовой парк Позднее часть дивизий была оснащена трофейным автотранспортом. |
| 4.                | Пехотные дивизии: 251-я, 252-я, 253-я, 254-я, 255-я, 256-я, 257-я, 258-я, 260-я, 262-я, 263-я, 267-я, 268-я, 269-я | 14                           | 26 августа 1939          | - Формировались на базе учебных подразделений мирного времени. Личный состав был наполовину из резервистов 2-го разряда, оставшаяся часть состояла (примерно в равных пропорциях) из резервистов 1-го разряда и военнообязанных ландвера. - Отличия от дивизий 1-й волны мобилизации заключались в отсутствии в сапёрных подразделениях понтонно-мостового парка, батальон связи был полностью моторизован, а кавалерийский эскадрон разведывательного батальона заменялся дополнительным самокатным. Пехотные полки вооружались по образцу дивизий 2-й волны мобилизации. |
| 5.                | Пехотные дивизии: 93-я, 94-я, 95-я, 96-я, 98-я | 5                            | сентябрь 1939            | - Полковые роты пехотных орудий вместо пехотных орудий вооружались миномётами - Полковые роты противотанковых орудий вместо тягачей использовали гужевую тягу - Вместо разведывательного батальона имелся самокатный эскадрон - В инженерном батальоне отсутствовали средства моторизации - Дивизии получали трофейное вооружение производства Чехословакии |
| 6.                | Пехотные дивизии: 81-я, 82-я, 83-я, 88-я | 4                            | 14 ноября 1939           | - Полковые роты пехотных орудий отсутствовали - Полковые роты противотанковых орудий вместо тягачей использовали гужевую тягу - Противотанковый артиллерийский дивизион имел всего одну 12-орудийную роту из трех штатных - Разведывательный батальон также был сокращен до роты - В инженерном батальоне отсутствовали средства моторизации - Дивизии получали трофейное вооружение производства Чехословакии |
| 7.                | Пехотные дивизии: 161-я, 162-я, 163-я, 164-я, 167-я, 168-я, 169-я, 170-я, 181-я, 183-я, 196-я, 197-я, 198-я | 13                           | ноябрь/декабрь 1939      | - В противотанковом артиллерийском дивизионе имелась рота самокатчиков - В инженерном батальоне отсутствовали средства моторизации - Дивизии получали германское вооружение из мобилизационных запасов |
| 8.                | Пехотные дивизии: 290-я, 291-я, 292-я, 293-я, 294-я, 295-я, 296-я, 297-я, 298-я, 299-я | 10                           | февраль 1940             | - В противотанковом артиллерийском дивизионе имелась рота самокатчиков - В инженерном батальоне отсутствовали средства моторизации - Дивизии получали германское вооружение из мобилизационных запасов |
| 9.                | Пехотные дивизии: 554-я, 555-я, 556-я, 557-я | 4                            | февраль 1940             | - Стационарные дивизии без техники и тыловых частей, располагавшие только тремя пехотными полками, артиллерийским полком и ротой связи. - Вооружались трофейным польским оружием - После 31 августа 1940 г. расформированы |
| 9.                | Пехотные дивизии: 351-я, 358-я, 365-я, 372-я, 379-я, 386-я, 393-я, 395-я, 399-я | 9                            | февраль/март 1940        | - Не до конца сформированные дивизии с тремя пехотными полками, но практически без артиллерии (одна артиллерийская батарея и одна рота пехотных орудий) и вспомогательных частей (рота связи, инженерная рота и самокатный эскадрон) - после 22 июня 1940 г. расформированы. |
| 10.               | Пехотные дивизии: 270-я, 271-я, 272-я, 273-я, 276-я, 277-я, 278-я, 279-я, 280-я | 9                            | май/июнь 1940            | - После капитуляции Франции формирование дивизий было отменено. 6 из 9 дивизий были вновь созданы в ходе 22-й волны мобилизации. Ещё одна, 270-я, была воссоздана в апреле 1942 года в северной Норвегии вне системы мобилизационных волн. Две дивизии, 273-я и 279-я, не были восстановлены вовсе. |
| 11.               | Пехотные дивизии: 121-я, 122-я, 123-я, 125-я, 126-я, 129-я, 131-я, 132-я, 134-я, 137-я | 10                           | октябрь 1940             | - Создавались в рамках подготовки кампании против СССР. Комплектовались ветеранами уже существовавших дивизий и новобранцами 1920 года рождения. - Были вооружены французским трофейным оружием. |
| 12.               | Лёгкие пехотные дивизии: 97-я, 99-я, 100-я, 101-я Пехотные дивизии: 102-я, 106-я, 110-я, 111-я, 112-я, 113-я | 10                           | ноябрь 1940              | - 97-я, 99-я, 100-я и 100-я пехотные дивизии были сформированы как лёгкие (имели всего два пехотных полка и облегченные тыловые части) - Были вооружены французским трофейным оружием. |
| 13.               | Пехотные дивизии: 302-я, 304-я, 305-я, 306-я, 319-я, 320-я, 321-я, 323-я, 327-я | 9                            | ноябрь/декабрь 1940      | - Создавались для оккупационной службы в Западной Европе. Комплектовались резервистами 1909—1919 года рождения и, в незначительной мере, ветеранами уже существовавших дивизий. - Были вооружены французским трофейным оружием. - В пехотных полках отсутствовали роты пехотных и противотанковых орудий - Разведывательные и связные батальоны не были сформированы - Противотанковый артиллерийский дивизион имел всего одну 12-орудийную роту и самокатный эскадрон - Дивизионы 105-мм гаубиц имели всего по две батареи, вместо трёх. |
| 14.               | Пехотные дивизии: 332-я, 333-я, 335-я, 336-я, 337-я, 339-я, 340-я, 342-я | 8                            | ноябрь/декабрь 1940      | - Создавались для оккупационной службы в Западной Европе. Комплектовались резервистами 1909—1919 года рождения и, в незначительной мере, ветеранами уже существовавших дивизий. - Были вооружены французским трофейным оружием. - В пехотных полках отсутствовали роты пехотных и противотанковых орудий - Разведывательные и связные батальоны не были сформированы - Противотанковый артиллерийский дивизион имел всего одну 12-орудийную роту и самокатный эскадрон - Дивизионы 105-мм гаубиц имели всего по две батареи, вместо трёх. |
| 15.               | Пехотные дивизии: 702-я, 704-я, 707-я, 708-я, 709-я, 710-я, 711-я, 712-я, 713-я, 714-я, 715-я, 716-я, 717-я, 718-я, 719-я | 15                           | апрель—май 1941          | - Предназначались для оккупационной службы на Балканах и в Западной Европе. - Организационная структура претерпела следующие изменения: - часть дивизий имела трофейное вооружение и автотранспорт. |
| 16.               | Охранные бригады: 201-я, 202-я, 203-я, 204-я | —                            | июнь 1941                | - Каждая бригада состояла из трёх пехотных полков. Летом 1942 года на базе 201-й и 203-й бригад были созданы одноимённые охранные дивизии. |
| 17.               | Пехотные дивизии: 328-я, 329-я, 330-я, 331-я | 4                            | декабрь 1941             | |
| 18.               | Пехотные дивизии: 383-я, 384-я, 385-я, 387-я, 389-я | 5                            | январь 1942              | - В артполках отсутствовали дивизионы тяжелых гаубиц - Инженерный батальон был сокращен до одной роты |
| 19.               | Пехотные дивизии: 370-я, 371-я, 376-я, 377-я | 4                            | март/апрель 1942         | |
| 20.               | Пехотные дивизии: 38-я, 39-я, 65-я | 3                            | июль 1942                | |
| 21.               | Пехотные дивизии: 349-я, 352-я, 353-я, 357-я, 359-я, 361-я, 362-я, 363-я, 364-я, 367-я | 9                            | октябрь 1943             | - Формирование длилось с ноября 1943 по февраль 1944 года. Основой для новых соединений послужили дивизии, разгромленные на Восточном фронте. Формирование 364-й дивизии было отменено, её личный состав использовался для создания 77-й пехотной дивизии 25-й волны мобилизации. |
| 22.               | Пехотные дивизии: 271-я, 272-я, 275-я, 276-я, 277-я, 278-я | 6                            | декабрь 1943             | - Второе формирование ряда распущенных дивизий 10-й волны мобилизации. Основой для новых соединений послужили дивизии, разгромленные на Восточном фронте. 275-я дивизия создавалась впервые. |
| 23.               | Охранные дивизии: 390-я, 391-я Учебные дивизии: 52-я, «Норд» | 4                            | декабрь 1943/январь 1944 | - Охранные дивизии создавались путём переименования одноимённых учебных соединений, в том числе 52-я учебная дивизия была вскоре переименована в охранную. Все они использовались на центральном участке Восточного фронта. |
| 24.               | Депо-дивизии: «Ван», «Демба», «Генерал-губернаторство», «Милау», «Миловиц» | 5                            | январь 1944              | - Были использованы в феврале — марте 1944 года для восполнения потерь 4-х дивизий с Восточного фронта. На базе дивизии «Ван» была создана 331-я пехотная дивизия второго формирования. |
| 25.               | Пехотные дивизии: 77-я, 84-я, 85-я, 89-я, 91-я, 92-я | 6                            | январь 1944              | - Формировались для использования в Западной Европе. |
| 26.               | Депо-дивизии: «Богемия», «Вильдфлеккен», «Восточная Пруссия», «Нойхаммер» | 4                            | апрель 1944              | - Были использованы в июне — июле 1944 года для восполнения потерь 2-х дивизий с Восточного фронта и 2-х дивизий с Итальянского фронта. Штабы дивизий «Вильдфлеккен» и «Нойхаммер» позднее участвовали в формировании дивизий 27-й волны. |
| 27.               | Пехотные дивизии: 59-я, 64-я, 226-я, 232-я, 237-я | 5                            | июнь 1944                | - Формирование дивизий инициировалось после открытия второго фронта. Соединения создавались как стационарные дивизии и впоследствии использовались в боевых действиях в Италии и Франции. |
| 28.               | Депо-дивизии: «Графенвёр», «Мюнзинген», «Силезия», «Ютландия» Народные пехотные дивизии: «Восточная Пруссия 1», «Восточная Пруссия 2» | 4                            | июль 1944                | - Были использованы в июле — августе 1944 года для формирования пехотных дивизий 29-й волны. Дивизия «Силезия», в качестве восполнения потерь, была включена в состав 94-й пехотной дивизии. |
| 29.               | Пехотные дивизии: 541-я, 542-я, 543-я, 544-я, 545-я, 546-я, 547-я, 548-я, 549-я, 550-я, 551-я, 552-я, 553-я, 558-я, 559-я, 561-я, 562-я | 17                           | июль 1944                | - Некоторые дивизии ещё на этапе формирования переименовывались, меняя название и свой номер. Остальные приказом от 09.10.1944 обрели статус народных пехотных дивизий (народно-гренадерских). В большинстве своём были задействованы на Восточном фронте. |
| 30.               | Пехотные дивизии: 560-я, 563-я Народные пехотные дивизии: 12-я, 16-я, 19-я, 36-я | 6                            | август 1944              | - Подвергшиеся переформированию уже существующие дивизии |
| 31.               | Депо-дивизии: «Бреслау», «Дёллерсхайм», «Гросс-Борн», «Моравия», «Рён» | 5                            | август 1944              | - Были использованы в августе 1944 года для формирования народных пехотных дивизий 32-й волны. Дивизия «Бреслау», в качестве восполнения потерь, была включена в состав 357-й пехотной дивизии. |
| 32.               | Народные пехотные дивизии: 564-я, 565-я, 566-я, 567-я, 568-я, 569-я, 570-я, 571-я, 572-я, 573-я, 574-я, 575-я, 576-я, 577-я, 578-я, 579-я, 580-я, 581-я, 582-я, 583-я, 584-я, 585-я, 586-я, 587-я, 588-я                                     | 25                           | август 1944              | - Создавались на базе разгромленных дивизий (иногда за счёт сведения нескольких формирований в одно) либо из депо-дивизий предыдущих волн мобилизации. За некоторым исключением использовались на Западном фронте. |
| 33.               | Пехотные дивизии: 48-я, 85-я, 106-я, 189-я, 220-я, 245-я, 246-я, 275-я, 716-я Народные пехотные дивизии: 361-я, 553-я |                              | январь 1945              | - Ранее созданные дивизии, подвергшиеся переформированию |
| 34.               | Депо-дивизии: «Дрезден», «Дунай», «Ганновер» Пехотные дивизии: «Гамбург» Егерские дивизии: «Альпен» |                              | февраль 1945             | - Были использованы в марте 1945 года для восполнения потерь разгромленных дивизий. Егерская дивизия «Альпен» вобрала в себя остатки 2-й горнопехотной и 212-й пехотной дивизий. |
| 35.               | Пехотные дивизии: «Гюстров», «Потсдам», «Теодор Кёрнер», «Ульрих фон Гуттен», «Фердинанд фон Шилль», «Фридрих Людвиг Ян», «Шарнхорст», «Шлагетер»                                                                                            |                              | апрель 1945              | - Последние дивизии, формирование которых не было завершено. |

## Тактика и вооружение
В межвоенный период в Германии получила широкое распространение теория блицкрига, разработанная в начале века и усовершенствованная Г. Гудерианом, основанная на тесном взаимодействии танковых и пехотных соединений при поддержке авиации. Причём пехотные подразделения должны быть полностью моторизованы, то есть оснащены колёсным и гусеничным автотранспортом. Однако из-за наложенных на Германию ограничений в вооружении армии и недостатка ресурсов провести тотальную моторизацию пехотных соединений рейхсвера не представлялось возможным. Ввиду этого командованием было принято решение о реорганизации пехотных дивизий и разделении их на мотопехотные (моторизованные) и просто пехотные. В дивизиях второго типа полностью моторизованным был только разведывательный батальон. С середины 20-х и до начала 30-х годов рейхсвер получил самый большой опыт в тактике моторизованной войны и был лучше всего подготовлен к ведению крупномасштабных манёвренных операций, что заложило основу успешных действий в 1939—1940 годов.
Согласно германским уставам, пехотным соединениям в наступлении отводилась роль поддержки действий танковых и моторизованных войск: штурм узлов и оборонительных рубежей, захват и удержание местности, ликвидация окружённых группировок противника, обеспечение флангов и коммуникаций наступающих сил. При наступлении на подготовленную оборону противника германская пехота применяла такие способы ведения боя, как просачивание и непосредственно прорыв. В первом случае мелкие группы наступающих проникали в глубину обороны противника и с началом наступления атаковали огневые позиции, командные пункты или целые участки обороны. Одним из примеров применения тактики просачивания были успешные действия пехотных дивизий 5-й танковой армии вермахта в начальной фазе Арденнской операции. При прорыве перед началом наступления проводилась короткая артиллерийская подготовка с применением всей имеющейся в наличии артиллерии. Огонь велся в основном по переднему краю противника. Затем пехота, поддержанная штурмовыми орудиями, переходила в атаку. Подобный способ полностью оправдал себя в 1941—1942 годах. Позднее с ростом потерь и снижением уровня подготовки пехота вермахта утратила возможность успешно взламывать глубокоэшелонированную оборону противника, что вынудило германское командование перекладывать всю тяжесть боёв в наступлении на танковые и моторизованные части.
В обороне пехотным соединениям вермахта ставилась задача удерживания оборонительных рубежей и пунктов. Согласно расчетам германского командования сухопутных войск фронт обороны пехотной дивизии должен был не превышать десяти километров, что позволяло создать эшелонированную систему, состоящую из связанных между собой опорных пунктов. Особое внимание уделялось использованию рельефа местности — так, практиковалось обустройство основных позиций на обратном скате возвышенностей с созданием укреплённой передней полосы обеспечения, расположенной на гребнях высот. Во второй половине войны в условиях, когда немецким войскам приходилось отражать атаки противника с применением больших сил бронетехники, стала применяться тактика «противотанкового фронта» (нем. Panzerabwehrkanone Front). В этом случае противотанковые средства на танкоопасных направлениях, объединённые общим командованием, скрытно размещались за оборонительными позициями. Пехоте не ставилась задача борьбы с танками противника, главным было отсечь их от пехотной поддержки. В случае прорыва обороны одними лишь танками противника они попадали под сосредоточенный огонь замаскированных противотанковых и артиллерийских средств, а находящиеся в резерве танковые части контрударом восстанавливали положение. В конце войны основные усилия военного руководства нацистской Германии направлялись на поддержание высокой боеспособности танковых и моторизованных дивизий, которые в качестве «пожарных команд» перебрасывались с одного кризисного участка фронта на другой. Это привело к остаточному принципу при выделении ресурсов на создание новых и переукомплектование прежних пехотных соединений. В результате количество боеспособных пехотных дивизий неуклонно сокращалось, они представляли собой по численности усиленные пехотные полки. Недостаток соединений на передовой приводил к тому, что ширина оборонительной линии дивизии стала составлять 20—25 километров, что делало невозможным построение глубокоэшелонированной обороны.
Вооружение пехотной роты состояло из 132 карабинов, 47 пистолетов, 16 пистолетов-пулеметов и 12 пулеметов. Самым массовым стрелковым оружием немецкой пехоты являлся карабин Mauser 98k, а основой огневой мощи — единый пулемёт MG-34. Пистолетами-пулемётами MP 38/40 были вооружены лишь командиры отделений, взводов и рот. Массово ими вооружались только тыловые части. Поступающие во второй половине войны новые образцы огнестрельного оружия (штурмовые винтовки StG 44, пулемёты MG 42, 120-мм миномёты Granatwerfer 42, гранатомёты Панцерфауст) смогли увеличить огневую мощь пехотных дивизий вермахта. Однако ввиду приоритета, отдаваемого танковым и моторизованным соединениям вермахта и войск СС, комплектование пехотных дивизий производилось по остаточному принципу, и полностью провести перевооружение всех линейных частей не представлялось возможным.

## Горнопехотная дивизия
Штат на 27 января 1944 года.
- Штаб дивизии:
  - Штаб дивизии (2 РП)
  - 1 полковой оркестр (организация с 1 апреля 1944 г.)
  - 1 (моторизованный) картографический отряд (3 РП) (сформирован 1 октября 1943 г.)
  - 1 (смешанной мобильности) отряд военной полиции (организация 1 ноября 1943 г.)
- 2 горнопехотных полка, каждый в составе:
  - Штаб полка (сформирован 1 марта 1944 г.)
  - 1 штабная рота полка (сформирована 1 марта 1944 г.)
    - 1 взвод связи
    - 1 разведывательный взвод
    - 1 взвод велосипедистов (3 РП)
    - 1 взвод 120-мм миномётов (4 120-мм миномёта и 7 РП)

  - 3 горнопехотных батальона, каждый в составе:
    - 1 штаб батальона (1 РП)
    - 1 взвод связи
    - 1 сапёрный взвод (5 РП) (организация на 1 марта 1944 г.)
    - 3 горнострелковые роты (11 РП и 2 80-мм миномёта) (организация на 1 марта 1944 г.)
    - 1 пулемётная рота (12 пулемётов и 2 пулемёта) (сформирована 1 марта 1944 г.)
    - 1 тяжёлая рота (1 РП и 4 120-мм миномёта) (сформирована 1 марта 1944 г.)

  - 1 (tmot) противотанковая батарея
    - 1 (tmot) штабная рота (сформирована 1 декабря 1943 г.)
    - 1 противотанковый взвод (3 75-мм Pak и 3 РП) (организация на 1 декабря 1943 г.)
    - 1 взвод истребителей танков (36 панцершреков и 3 РП) (сформирован 1 декабря 1943 г.)

  - 1 лёгкая полковая колонна снабжения: (3 РП) (организация на 1 декабря 1943 г.)
- Разведывательный батальон:
  - 1 (моторизованный) штаб и штабная рота (1 РП) (организация от 1 декабря 1943 г.)
    - 1 взвод связи
    - 1 сапёрный взвод (4 РП)

  - 3 велосипедных эскадрона разведки (4 станковых пулемёта и 10 РП на каждый) (организация на 1 декабря 1943 г.)
  - 1 (mot) тяжелый эскадрон: (организация от 1 декабря 1943 г.)
    - 1 (моторизованный) миномётный взвод (6 80-мм миномётов)
    - 1 (моторизованный) противотанковый взвод (3 75-мм Pak и 2 РП)
    - 1 (моторизованный) секция пехотных орудий (4 75-мм ПО и 1 РП)
- Противотанковый дивизион:
  - 1 штаб дивизиона (организация по состоянию на 1 февраля 1944 г.)
  - 1 зенитная рота (motZ) (12 горных 20-мм пушек) (организация на 1 апреля 1944 г.)
  - 1 батарея штурмовых орудий (10 или 14 StuG) (организация с 1 февраля 1944 г.)

либо:
- - 1 противотанковая рота (motZ) (9 или 12 75-мм Pak) (организация 1 октября 1943 г.)

или:
- - 1 самоходная противотанковая рота (14 75-мм САУ или 76,2-мм ПТ-САУ) (организация 1 ноября 1943 г.)
- Артиллерийский полк, в составе:
  - 1 штаб и штабная батарея (1 РП) (организация по состоянию на 1 апреля 1944 года)
  - 1-й и 2-й (горные) дивизионы, каждый из которых имеет:
    - 1 штаб и штабная батарея (2 пулемёта) (по состоянию на 1 апреля 1944 г.)
    - 3 75-мм горные батареи (4 75-мм орудия Geb 36 и 5 РП) (организация по состоянию на 1 апреля 1944 г.)

  - 3-й дивизион
    - 1 штаб (по состоянию на 1 апреля 1944 г.)
    - 1 штабная батарея (2 РП) (по состоянию на 1 апреля 1944 г.)
    - 3 105-мм батареи (4 105-мм гаубицы Geb 36 и 5 РП) (по состоянию на 1 апреля 1944 г.)

  - 4-й батальон
    - 1 штаб (по состоянию на 1 января 1944 г.)
    - 1 штабная батарея (2 пушки РП) (по состоянию на 1 января 1944 г.)
    - 3 150-мм батареи (motZ) (4 150-мм гаубицы sFH и 5 РП) (организация по состоянию на 1 ноября 1943 г.)

  - Моторизованная колонна снабжения (организация на 1 февраля 1941 г.)
- Пионерный батальон:
  - 1 штаб (2 РП) и штабная рота (смешанного состава) (2 РП) (организация по состоянию на 1 февраля 1944 г.)
  - 1 (моторизованная) горная пионерная рота (2 станковых пулемёта, 9 РП, 6 огнемётов, 2 80-мм миномёта) (по состоянию на 1 апреля 1944 г.)
  - 2 горные пионерные роты, каждая в составе: (2 станковых пулемёта, 9 РП, 6 огнемётов, 2 80-мм миномёта) (организация по состоянию на 1 февраля 1944 г.)
- Батальон связи:
  - 1 штаб (организация по состоянию на 1 января 1944 года)
  - 1 (смешанной мобильности) телефонная рота (7 РП) (организация по состоянию на 1 января 1944 г.)
  - 1 (смешанной мобильности) радио рота (6 РП) (организация по состоянию на 1 января 1944 г.)
  - 1 (смешанная мобильность) колонна снабжения (1 РП) (организация по состоянию на 1 января 1944 г.)
- Батальон полевого пополнения:
  - 5 рот (по состоянию на 1 января 1944 г.) (50 РП, 12 станковых пулемёта, 6 80-мм миномётов, 4 120-мм миномёта, 1 50-мм Pak, 1 75-мм Pak, 1 20-мм зенитная пушка, 2 огнемёта и 1 105-мм гаубица LeFH 18)
- Войска тылового обеспечения:
  - 1 штаб снабжения (2 РП)
  - 1 (моторизованная) транспортная рота (8 РП) (по состоянию на 1 октября 1943 г.)
  - 3 (конные) горные колонны снабжения (по 4 РП) (сформированы 1 ноября 1943 г.)
  - 1 (смешанная мобильная) рота снабжения (12 РП) (организация по состоянию на 1 ноября 1943 г.)
  - 1 (моторизованная) рота технического обслуживания (4 РП) (по состоянию на 1 ноября 1943 г.)
- Административные войска:
  - 1 (моторизованная) хлебопекарная рота (6 РП) (организация по состоянию на 1 апреля 1944 г.)
  - 1 (моторизованная) мясная рота (4 РП) (организация по состоянию на 1 апреля 1944 г.)
  - 1 (моторизованная) административная рота (2 РП) (организация по состоянию на 1 апреля 1944 г.)
- Медики и т.д:
  - 2 (смешанная мобильность) медицинская рота (4 РП в каждой) (организация по состоянию на 1 апреля 1943 г.)
  - 1 (моторизованный) рота медицинского снабжения (4 РП) (организация на 1 октября 1943 г.)
  - 1 ветеринарная рота (6 РП) (организация по состоянию на 1 марта 1942 г.)
  - 1 (mot) полевая почта (1 РП) (организация на 1 ноября 1943 г.)